# Luminosité
Pour les articles homonymes, voir Luminosité (homonymie).
En astronomie, la luminosité est la quantité totale d'énergie émise par unité de temps (le flux énergétique), par une étoile, une galaxie, ou n'importe quel autre objet céleste. Elle s'exprime en pratique en luminosité solaire ({\displaystyle L_{\odot }} = 3,827 5 × 1026 W). Le flux lumineux, qui mesure plus particulièrement l'émission en lumière visible, peut également s'exprimer sur une échelle logarithmique par la magnitude absolue.

## Plusieurs définitions et systèmes d'unités
En astronomie, elle représente la quantité totale d'énergie rayonnée (dans le domaine de l'électromagnétisme) par unité de temps par un astre. Elle représente donc la brillance réelle de l'astre, et non son éclat apparent qui lui dépend de la distance. Elle a les dimensions d'une puissance et s'exprime dans le Système international d'unités en watts. Cependant, la tradition veut que souvent en astronomie on l'exprime dans le système cgs, c'est-à-dire en erg par seconde, la conversion se faisant selon la formule :
{\displaystyle 1\;{\rm {erg}}/{\rm {s}}=10^{-7}\;{\rm {W}}}.
L'expression de la luminosité en unités SI ou cgs n'est cependant pas systématique. La luminosité peut ainsi être exprimée en unités de la luminosité solaire, de façon à éviter de manier des grands nombres (la luminosité typique d'une étoile étant de l'ordre de celle du Soleil, soit 4×1026 W). On note alors
{\displaystyle L=AL_{\odot }},
A étant une constante numérique et {\displaystyle L_{\odot }} le symbole de la luminosité solaire.
Lorsque la définition de la luminosité est restreinte à un domaine particulier du spectre électromagnétique comme le domaine visible ou l'infrarouge, la luminosité est souvent exprimée en termes de magnitude absolue, qui est une expression de l'opposé du logarithme du rapport entre la luminosité de l'astre et la luminosité d'un astre de référence. Cette convention curieuse (un astre a une luminosité d'autant plus grande que sa magnitude est faible) résulte de raisons historique, et de la tentative d'effectuer une formulation moderne de la classification faite par les astronomes de la Grèce antique des astres en termes de « grandeur », les astres les plus brillants étant dits de première grandeur et les moins brillants de cinquième grandeur.

## Luminosité d'une étoile
Il existe une relation entre température de surface (T), rayon (R) et luminosité (L) d'un astre, qui s'écrit
{\displaystyle L=4\pi R^{2}\sigma T^{4}},
σ étant la constante de Stefan-Boltzmann. La luminosité d'un astre est connue quand son éclat vu depuis la Terre l'est (magnitude apparente) ainsi que sa distance. La température est en principe mesurable par spectroscopie. Cette relation permet ainsi de déterminer le rayon d'un astre. Historiquement, cette relation a par exemple permis de déterminer le rayon d'astres très compacts (et donc très peu lumineux pour leur température) comme les naines blanches. Cette méthode est également utilisable dans le domaine des rayons X pour déterminer le rayon d'astres bien plus chauds et bien plus compacts comme les étoiles à neutrons, permettant ainsi de contraindre leur structure en établissant des contraintes sur la relation entre leur masse et leur rayon qui par suite donne des indications sur l'équation d'état de ces objets.

## Classifications stellaires
Dans le domaine de la physique stellaire, il est souvent intéressant de positionner un astre dans un diagramme donnant sa luminosité en fonction de sa température. La position d'une étoile sur un tel graphe, appelé diagramme de Hertzsprung-Russell permet de déterminer le type d'étoile observée ainsi que son stade d'évolution. Par exemple, c'est historiquement par le biais de ce diagramme que les naines blanches ont pu être classifiées comme une classe très particulière d'astres, bien moins lumineux que des astres ordinaires de même température. On distingue ainsi sur ce graphe les étoiles dites de la séquence principale (dont l'énergie est issue de la fusion nucléaire d'hydrogène en hélium) et celles de la branche de géantes rouges, qui sont à un stade plus avancé où le cœur produit du carbone voire d'autres éléments plus lourds à partir d'hélium.

## Autres types de luminosités
Indépendamment de la luminosité de la surface d'un astre à l'équilibre thermique, définie par la relation {\displaystyle L=4\pi R^{2}\sigma T^{4}}, on peut définir la luminosité de tout processus physique par la détermination de la quantité d'énergie qu'il rayonne, et ce dans ou hors du domaine électromagnétique. Ainsi, on utilise quand nécessaire les termes de :
- luminosité neutrinique, correspondant à l'énergie rayonnée par un astre sous forme de neutrinos, également produits lors des réactions nucléaires au cœur des étoiles ;
- luminosité d'accrétion, correspondant à l'émission résultant du phénomène d'accrétion, c'est-à-dire par la captation de matière par un astre compact (naine blanche, étoile à neutrons ou trou noir) ;
- luminosité d'Eddington correspondant à la luminosité d'accrétion maximale que peut avoir la luminosité d'accrétion en régime stationnaire ;
- luminosité gravitationnelle, correspondant à la puissance émise sous forme d'ondes gravitationnelles par deux astres massifs en orbite rapprochée ;
- luminosité de ralentissement, correspondant à l'énergie électromagnétique rayonnée par un pulsar du fait de sa rotation rapide et de son champ magnétique intense.

La luminosité ordinaire d'un astre n'est pas le processus le plus énergétique en astrophysique. Par exemple, la luminosité de ralentissement des pulsars énergétiques, tel PSR B0531+21 (le pulsar du Crabe), est 200 000 fois plus grande que la luminosité du Soleil. La luminosité d'accrétion, principalement émise dans le domaine des rayons X, atteint facilement 1031 W, soit plusieurs dizaines de milliers de fois la luminosité du Soleil. La luminosité neutrinique d'une étoile massive en fin de vie est largement supérieure à sa luminosité électromagnétique, du fait que les réactions nucléaires qui produisent l'énergie de l'astre produisent bien plus de neutrinos que de rayonnement électromagnétique. Par exemple, lors de la phase de combustion du silicium dans une étoile de 20 masses solaires, la luminosité électromagnétique est estimée à 4,4×1031 W (environ 100 000 luminosités solaires), alors que la luminosité neutrinique atteint les 3,3×1038 W, soit près de 10 millions de fois la luminosité électromagnétique de l'astre. Lors de l'implosion du cœur d'une étoile massive, initiant le stade de supernova, la luminosité neutrinique atteint les 1045 W. Enfin, les événements donnant lieu aux plus violentes libérations d'énergie dans l'univers correspondent à la fusion de deux étoiles à neutrons ou trous noirs de même masse, dont la luminosité gravitationnelle approche la luminosité de Planck, soit environ 1052 W.